# Conferência Tricontinental (1966)
A Conferência Tricontinental foi uma reunião de países que se concentraram em questões anticoloniais e anti-imperialistas durante a Guerra Fria, especificamente aquelas relacionadas à África, Ásia e América Latina. A conferência foi realizada de 3 a 16 de janeiro de 1966, em Havana, Cuba, e contou com a presença de cerca de 500 delegados de 82 países diferentes. Nela foi fundada a Organização de Solidariedade entre os Povos da Ásia, África e América Latina (OSPAAAL). As principais questões discutidas na conferência foram os países que estavam em meio a revoluções, com foco específico em Cuba e Vietnã.

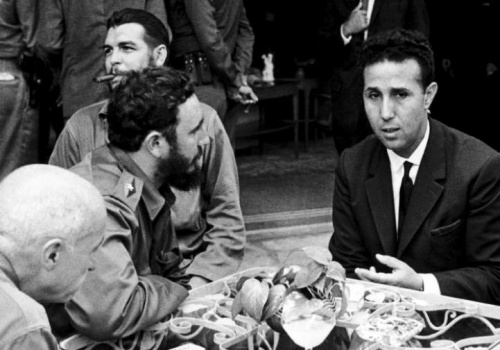
Ahmed Ben Bella e Fidel Castro se encontram em Cuba

## Contexto histórico
Em 1965, o revolucionário argelino Ahmed Ben Bella tentou realizar uma conferência de solidariedade afro-asiática em Argel. No entanto, ele foi impedido devido à sua derrubada e ao bombardeio da sala de reuniões. A tentativa foi cumprida em 1965, quando Mehdi Ben Barka, líder exilado da oposição marroquina, reuniu organizações revolucionárias legais e ilegais de todo o mundo para participar desta conferência, que aconteceu em Havana, no Teatro Chaplin. A Conferência Tricontinental foi uma extensão da Conferência de Bandung (1955) e da Conferência das Nações Unidas sobre Comércio e Desenvolvimento (1966). Bandung marcou o surgimento de um movimento não alinhado e a construção de um projeto anti-imperialista do Terceiro Mundo, mas a Tricontinental revolucionou as lutas de libertação enfatizando a ação violenta sobre a ação não violenta. Ben Barka foi encarregado de convidar várias organizações e grupos e fez os preparativos para sua viagem. Ao organizar a conferência, Ben Barka inicialmente escolheu Genebra como a cidade na qual a conferência ocorreria devido à sua posição ideal para comunicação e distribuição de fundos em todo o mundo. Em outubro de 1965, Barka foi sequestrado em Paris por dois policiais franceses, que o enviaram ao ministro marroquino do Interior e da Inteligência, o general Oufkir. Os detalhes de sua prisão e morte não são claros, já que ele nunca mais foi ouvido e não compareceu à conferência. Após o sequestro de Barka, o local da conferência foi transferido para Havana.
O objetivo da Conferência Tricontinental era fundir a solidariedade afro-asiática com a solidariedade latino-americana e desenvolver uma organização comunista com o objetivo da revolução internacional. Foi um dos maiores encontros de anti-imperialistas do mundo. Em comparação com a Conferência de Bandung, a conferência Tricontinental foi mais radical em sua tentativa de desafiar o capitalismo. A conferência resultou na condenação do imperialismo, colonialismo e neocolonialismo. Um dos principais tópicos discutidos nesta Conferência foi o envolvimento dos Estados Unidos no Vietnã, que era tido uma indicação da agressão imperial americana às ex-colônias. Muitos delegados pressionaram por mais colaboração, apoio, solidariedade e demonstrações de internacionalismo revolucionário.

## Participantes
A Conferência Tricontinental reuniu cerca de 500 delegados dos vários movimentos de libertação de 82 países diferentes. Embora a lista completa de convidados nunca tenha sido publicada pelos gerentes da conferência devido a preocupações de segurança, um relatório da equipe dos EUA, compilado por causa da apreensão sobre a natureza comunista dos participantes, listou todos os delegados e países envolvidos.

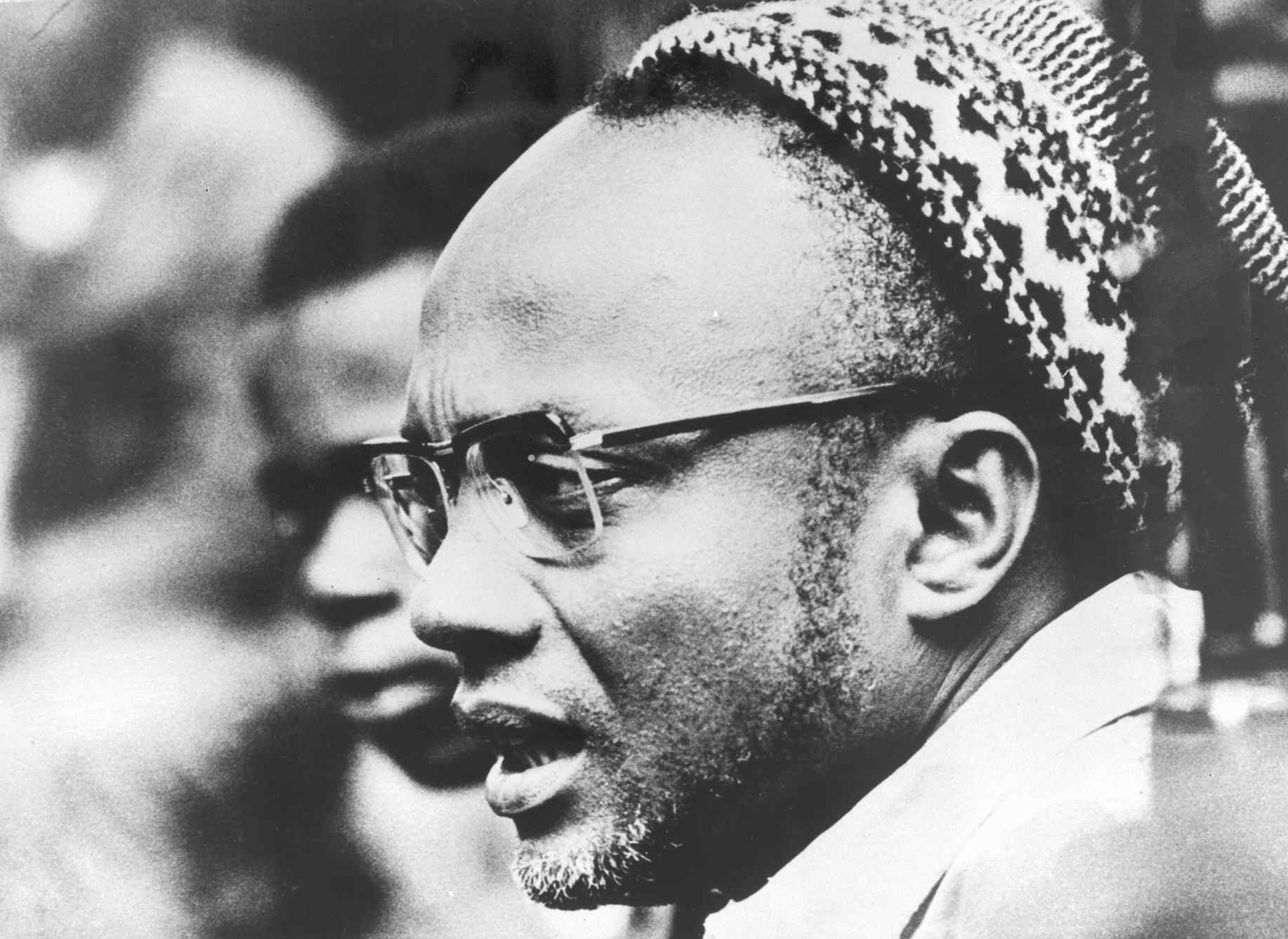
Líder anticolonial bissau-guineense Amílcar Cabral

Os participantes notáveis da conferência incluíram o anticolonialista Amílcar Cabral da Guiné-Bissau e Nguyen Van Tien, representante da Frente de Libertação Nacional do Vietname do Sul. Outras figuras proeminentes incluíram Fidel Castro, o primeiro-ministro de Cuba, e Salvador Allende. Os ausentes notáveis incluíram Che Guevara, que enquanto lutava na Bolívia enviou uma carta para ser lida aos delegados em seu nome; e Mehdi Ben Barka, o suposto presidente da conferência, cujo desaparecimento dois meses antes despertou profundos tons anti-imperialistas durante o evento.

## Agenda

### Conteúdo da Conferência
A discussão na conferência centrou-se na integração tricontinental, com ênfase no anticolonialismo, anti-imperialismo, internacionalismo revolucionário e colaboração e apoio geral nessas áreas. Os delegados presentes foram reunidos com o objetivo comum de resistência ao colonialismo e imperialismo, além do estabelecimento de uma aliança através das fronteiras nacionais coloniais. Formações ideológicas, nomeadamente pan-africanismo e pan-arabismo, foram ainda estabelecidas na conferência para abordar as fragmentações políticas resultantes do colonialismo. Alguns delegados solicitaram apoio militar e diplomático de outros participantes em suas atividades revolucionárias e anticoloniais. Os delegados também pediram a remoção de bases militares estrangeiras nos três continentes e o fim dos pactos militares. O consenso geral na conferência foi notavelmente antinuclear, no qual os delegados exigiram a proibição de vários aspectos do uso e armazenamento de armamento nuclear e o desmantelamento do armamento nuclear existente. No entanto, a declaração geral da conferência enfatizou que o inimigo comum da Ásia, África e América Latina era, sem dúvida, o imperialismo americano e o intervencionismo.

Mapa dos Estados Participantes do Movimento Não-Alinhado que buscava a proibição de todo armamento atômico

As sessões plenárias começaram na manhã de 4 de janeiro e durante os próximos dois dias cada presidente de delegação falou a uma assembleia. Esses delegados incluíam Amilcar Cabral, Salvador Allende e Luis Augusto Turcios Lima. Os delegados foram divididos em comissões individuais, onde cada uma trabalhou na redação de resoluções. Durante os últimos dias da conferência, foi realizada uma sessão plenária onde as resoluções finais foram declaradas e adotadas pelos participantes. Um dos principais objetivos da conferência era que os delegados criassem uma estratégia comum que se comprometessem a seguir para lutar contra o imperialismo. A conferência também foi uma forma de os delegados coordenarem e aumentarem o sentimento de solidariedade entre Ásia, África e América Latina. Ao criar laços militares estreitos e solidariedade, a conferência defendeu uma resistência militante global, que fosse mais radical e mais aberta à violência do que a Conferência de Bandung. O espírito da conferência foi caracterizado pela unidade do terceiro mundo e fervor revolucionário. Em seu discurso de encerramento da conferência, Fidel Castro fez a promessa de ajuda cubana a qualquer movimento revolucionário em qualquer continente.

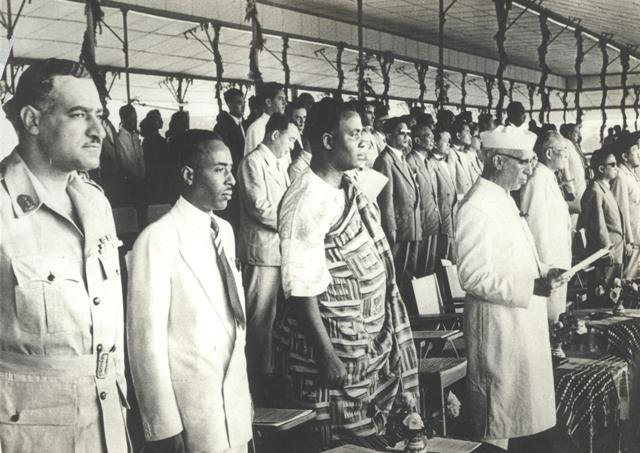
Delegados reunidos na Conferência de Bandung em abril de 1955

A discriminação racial tanto nos Estados Unidos quanto em países em desenvolvimento foram questões importantes discutidas pelos delegados, com foco no regime do apartheid sul-africano. Edward Ndlovu, da União do Povo Africano do Zimbábue, acusou a Grã-Bretanha de apoiar o governo ilegal da Rodésia. Che Guevara, que não esteve presente na conferência, enviou uma mensagem condenando o colonialismo britânico na Rodésia e a minoria branca na África Austral, e denunciando o regime do apartheid.
Os delegados da Conferência Tricontinental não apenas condenaram o colonialismo e o imperialismo, mas também ampliaram o escopo de seu movimento ao declarar explicitamente sua unidade com movimentos dentro dos Estados Unidos, como o movimento dos Direitos Civis. Para os delegados tricontinentais, os Estados Unidos eram o principal instigador da agressão imperialista e acreditavam que o movimento pelos direitos civis era um componente crucial de sua causa.

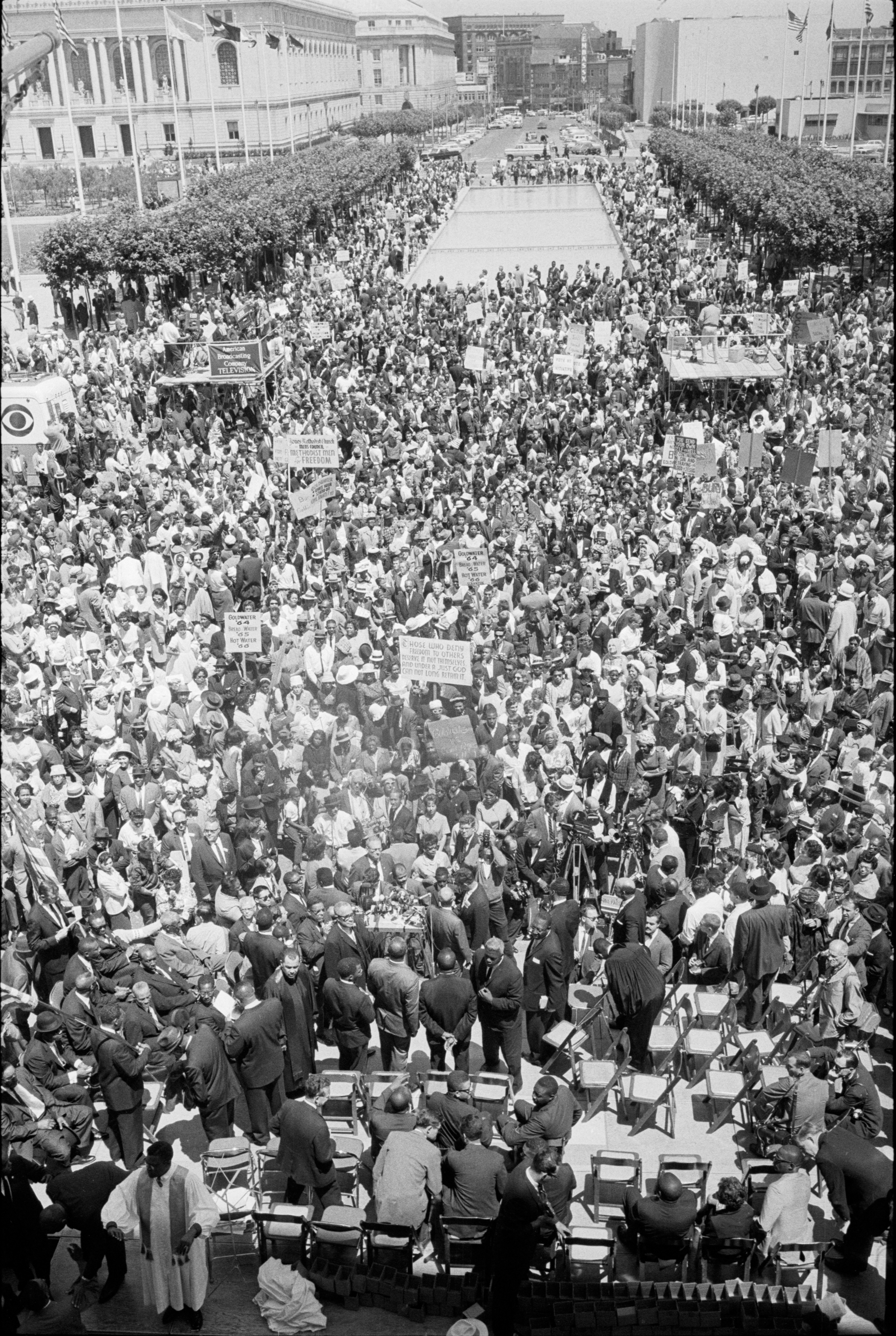
Ativistas dos direitos civis marchando em 1964

Além da libertação nacional e das lutas anti-imperialistas como principais temas da agenda, os delegados também discutiram e debateram modelos de desenvolvimento econômico. Durante a conferência, foi enfatizado o planejamento econômico que priorizou o desenvolvimento da nação, a fim de minimizar os laços econômicos com o Ocidente. Os delegados concordaram que esses projetos de construção da nação seriam focados em alcançar a igualdade e a justiça social por meio de medidas radicais, particularmente por meio da reforma agrária. Além disso, os delegados da conferência chegaram a um consenso de que as relações políticas e econômicas entre África, Ásia e América Latina seriam baseadas nos princípios de igualdade e interesse mútuo, onde nenhum estado promoveria seus próprios interesses às custas de outro. Em termos de economia internacional, a conferência previu uma nova política econômica que via o Sul Global como uma entidade; os delegados concordaram que a relação financeira com o Ocidente não estaria mais sujeita a necessidades unilaterais de desenvolvimento. Em vez disso, as negociações eram vistas como uma ação empreendida coletivamente, com base na ideia de que o desenvolvimento de nações individuais estaria fortemente ligado ao desenvolvimento geral do Sul Global.

### A intervenção americana no Vietnã
A intervenção americana na Guerra do Vietnã foi um tema importante durante a conferência. Todos os participantes condenaram a guerra estadunidense no Vietnã como imperialista e agressiva, e enfatizaram ainda mais seu apoio e solidariedade aos vietnamitas. Nguyen Van Tien, representante da Frente de Libertação Nacional do Vietnã do Sul, pediu apoio na conferência para o povo vietnamita contra os americanos. Tran Danh Tuyen, o representante norte-vietnamita, também propôs uma resolução para que os EUA encerrassem a guerra no Vietnã do Sul, parassem de bombardear o Vietnã do Norte, retirassem tropas e armas americanas do Vietnã do Sul, desmantelassem bases militares no Vietnã do Sul e respeitassem a soberania vietnamita. O apoio e a solidariedade que a resistência vietnamita contra o imperialismo norte-americano conquistou durante a conferência ficou evidente na promessa de “apoio irrestrito” aos vietnamitas pelo presidente cubano Osvaldo Dorticos e na promessa do representante dominicano Cayetano Rodríguez del Prado de revolucionar a República Dominicana no “Vietnã da América Latina”. A ideia do Vietnã como modelo para outros países que lutavam contra o colonialismo, o neocolonialismo e o imperialismo, particularmente o imperialismo norte-americano, foi um tema importante nas discussões da conferência. Apesar de não estar presente na Conferência Tricontinental, Che Guevara enviou uma carta para ser lida na conferência em que convocou “dois, três, muitos Vietnãs” como forma de combater o imperialismo no sul global.

### Resoluções adotadas
Ao final da conferência, os delegados adotaram as seguintes resoluções:
- Os povos da África, da Ásia e da América Latina responderiam às ações imperialistas com fervor revolucionário e violência para garantir sua independência contínua e ajudar a libertar outros países que atualmente lutam contra o colonialismo.[15]
- As políticas imperialistas dos Estados Unidos que são vistas como um ato de agressão militar contra a Ásia, África e América Latina seriam denunciadas.[15]
- O bloqueio cubano seria condenado.[15]
- A ocupação de Porto Rico pelos Estados Unidos seria condenada.[15]
- Chegou-se ao consenso de que as ações imperialistas perpetradas pelos Estados Unidos eram a base da opressão contínua porque perpetuavam uma estrutura global que sustentava a exploração.[15]
- A unidade se expressou com as lutas armadas que ocorrem na Colômbia, Peru, Venezuela e Guatemala.[15]

## Legado

### Organização de Solidariedade entre os Povos da Ásia, África e América Latina (OSPAAAL)
A organização conhecida como OSPAAAL surgiu após a conclusão da conferência com a intenção de estender sua influência para o futuro. Ela foi uma manifestação dos valores estabelecidos pela Tricontinental, nomeadamente o anti-imperialismo. Apoiou as lutas de libertação e direitos humanos em todo o mundo, incluindo aquelas que se encontravam na esfera de influência capitalista, como o Movimento dos Direitos Civis nos Estados Unidos. A organização desenvolveu duas publicações, o Boletim Tricontinental e a Revista Tricontinental, para divulgar propaganda e manter contato com suas diversas delegações. O Boletim incluiu atualizações e comentários sobre os movimentos de independência em andamento em todo o mundo, e também produziu cartazes de propaganda, encontrados em suas páginas, para distribuição. Enquanto isso, a revista ofereceu uma análise mais aprofundada dos conflitos, e também distribuiu discursos e ensaios escritos por líderes revolucionários, como Che Guevara e Amilcar Cabral. A organização fechou suas portas em 2019.

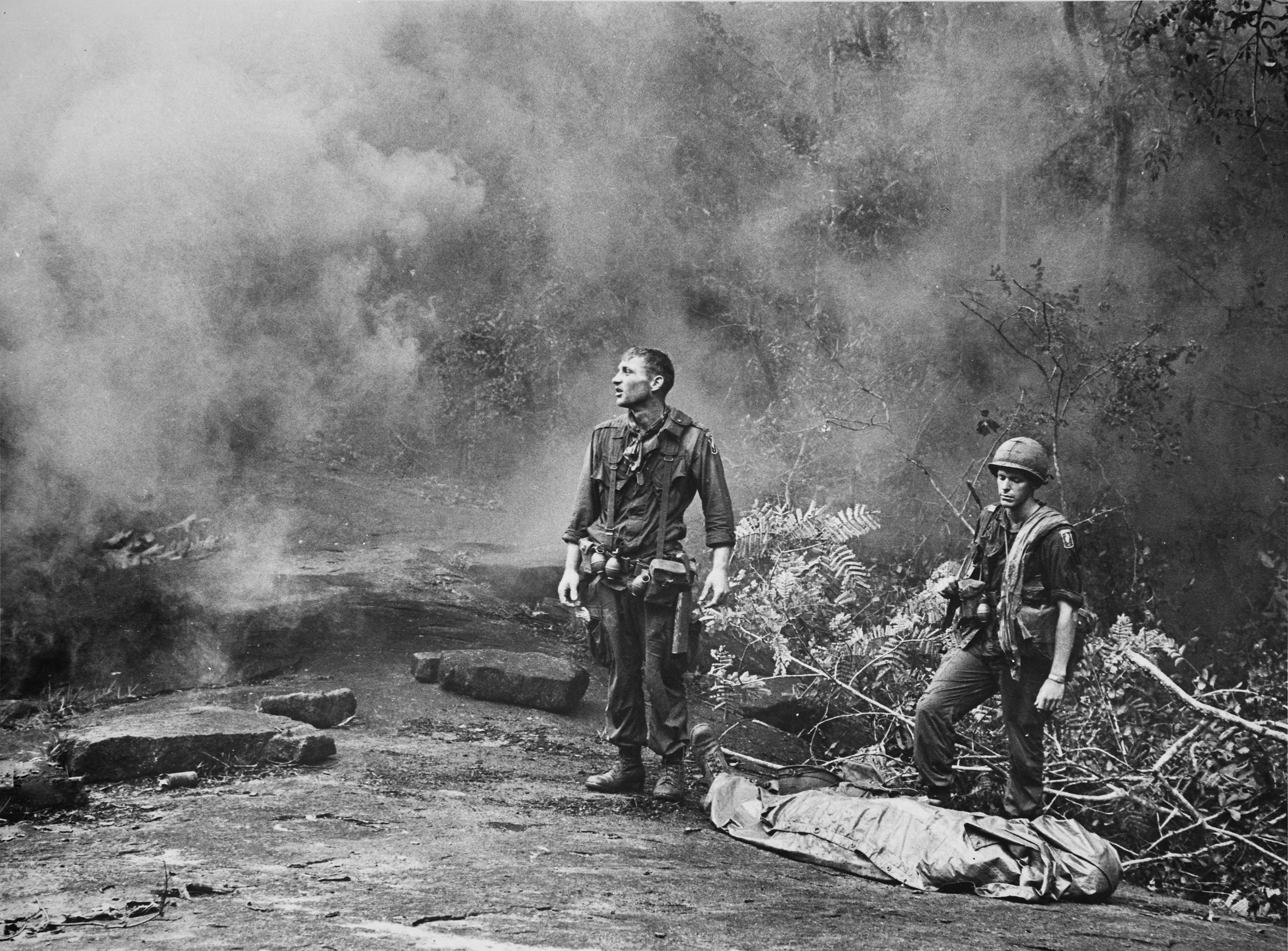
Soldado caído em Long Khanh Hill no Vietnã, 1966

### A Nova Ordem Econômica Internacional
Como a solidariedade demonstrada pelos delegados na Tricontinental incluía apoio militar e financeiro aos revolucionários, a conferência não pôde ser percebida na mesma escala das conferências anteriores. As autoridades de Washington, portanto, consideraram a reunião uma ameaça direta à segurança dos Estados Unidos, uma reação que resultou em parte da simples proximidade de Cuba com o continente norte-americano. Essa ameaça percebida se manifestou econômica e militarmente em uma Nova Ordem Econômica Internacional (NIEO). O NIEO foi proposto após a Conferência Tricontinental com a intenção de construir uma nação no Sul Global separada da influência ocidental. Buscava aumentar o preço das matérias-primas exportadas dos países em desenvolvimento, de modo que as práticas neocoloniais dos antigos colonizadores ocidentais fossem frustradas. Essa sugestão de reforma econômica não estava explicitamente vinculada à Conferência Tricontinental, surgindo da cúpula do Movimento Não-Alinhado (NAM) de 1973, mas foi construída sobre valores e prioridades estabelecidos durante a conferência. Foi promovido por Cuba e envolveu muitos dos mesmos países presentes na conferência. Durante a crise da década de 1980, que afetou muitos dos países delegados tricontinentais, o NIEO perdeu o impulso que havia adquirido após a conferência.

### Revoluções fracassadas na América Latina
Embora defendesse os direitos humanos e soberanos do Sul Global, muitos países latino-americanos, preocupados com a agressão americana, condenaram a conferência e apresentaram uma carta formal à ONU expressando suas apreensões sobre a postura intervencionista da conferência. O apoio tricontinental aos negros americanos, empreendendo sua própria luta revolucionária em solo americano, também apresentou um conflito com os Estados Unidos que preocupou ativistas políticos latino-americanos sobre uma possível intervenção retaliatória americana.
O impacto da conferência Tricontinental na revolução anti-imperialista é difícil de determinar. A Tricontinental não conseguiu revolucionar o mundo contra o imperialismo; sua influência principal se manifestou no aumento da energia para a luta de libertação no Terceiro Mundo, mas com resultados variados. Em países da América Latina, como Peru, Venezuela, Guatemala e Nicarágua, a Conferência Tricontinental e sua mensagem desencadearam atividades revolucionárias, mas muitas vezes não foram cumpridas inicialmente na década de 1970. Países latino-americanos como esses alcançariam a paz em décadas posteriores, quando não pudessem alegar ter sido influenciados pela Conferência Tricontinental

### Luta de Libertação Africana
Em contraste com a América Latina, o continente africano viu as lutas de libertação revitalizadas como resultado da Conferência Tricontinental que foram mais bem sucedidas. Destas, a Guerra Civil Angolana e a Guerra Fronteiriça Sul-Africana, intimamente ligada, na qual milhares de soldados cubanos contribuíram para a eventual independência da Namíbia, foi a mais influenciada pelos compromissos tricontinentais. Na África Austral, as promessas financeiras tricontinentais para as lutas de libertação global se concretizaram. Cuba contribuiu com milhares de soldados e recursos militares para o Movimento Popular de Libertação de Angola (MPLA), de tendência esquerdista.

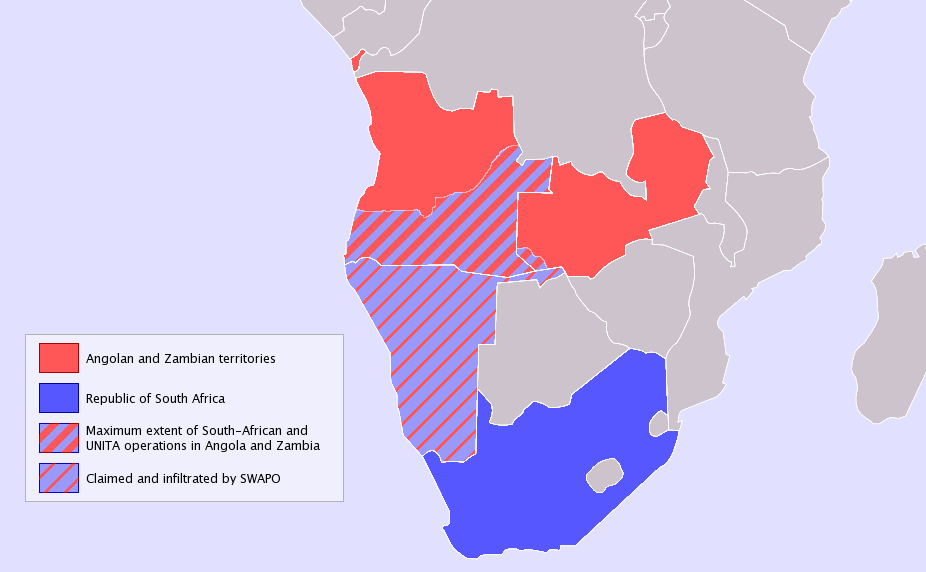
Mapa da Guerra Fronteiriça da África do Sul

Os membros da conferência foram particularmente vocais contra o apartheid sul-africano. A missão de Cuba em Angola viu o confronto entre as tropas cubanas e as tropas sul-africanas. Porque a ação de Cuba levou à eventual independência de Angola e da Namíbia, reduziu a esfera de influência e poder político da África do Sul na região, contribuindo para a desestabilização do regime do apartheid.

### Legado Político Internacional
Na década de 1950, filosofias de resistência pacífica ainda operavam em muitos países que buscavam a independência dos colonizadores, mas a Tricontinental, influenciada pela Guerra do Vietnã e pela Guerra de Independência da Argélia, marcou a transição para violentas lutas de libertação. Para Cuba, a Tricontinental também representou uma oportunidade de se posicionar no cenário mundial como um país firmemente apoiador do anticolonialismo. Esta não era necessariamente uma posição comunista, embora se opusesse ao intervencionismo capitalista americano, mas uma posição estritamente anti-imperialista que se comprometeu a apoiar as lutas de resistência financeira e militarmente, como fez em Angola. O espírito do Tricontinental prevaleceu ao longo da década de 1970, mas começou a perder força na década de 1980. A crise que começou na década de 1980 e afetou os países em desenvolvimento, particularmente na América Latina, provocou a dissolução da solidariedade tricontinental que antes unia esses países. Os movimentos de libertação tornaram-se menos necessários com a conquista da independência e a superpotência de esquerda que era a URSS se aproximou do colapso, deixando os ex-delegados tricontinentais sem propósito e sem apoio global.